# METZ (álbum)
METZ es el primer álbum debut de estudio del grupo de rock canadiense METZ publicado el 9 de octubre de 2012, por la discográfica Sub Pop. Siendo su debut del grupo fue recibido con buenas críticas y con un éxito de forma independiente.
El álbum tuvo éxito con un reconocimiento independiente gracias a los sencillos "Get Off" y "Wet Blanket". Hoy en día se le considera un álbum de culto a pesar de haber tenido éxito.
El sencillo "Wet Blanket" de su álbum debut, figura en la estación "Vinewood Boulevard Radio" del videojuego de Rockstar Games: "Grand Theft Auto V".

## Sonido
El sonido del álbum se le categoriza noise rock y hardcore punk, pero también con elementos del punk rock, garage punk y del post-punk revival.

## Lista de canciones
Todas las canciones escritas y compuestas por METZ. 
| METZ  |                      |          |  |
| N.º   | Título               | Duración |  |
| 1.    | «Headache»           | 02:18    |  |
| 2.    | «Get Off»            | 02:22    |  |
| 3.    | «Sad Pricks»         | 02:51    |  |
| 4.    | «Rats»               | 03:05    |  |
| 5.    | «Knife in the Water» | 02:12    |  |
| 6.    | «Nausea»             | 01:05    |  |
| 7.    | «Wet Blanket»        | 03:53    |  |
| 8.    | «Wasted»             | 04:07    |  |
| 9.    | «The Mule»           | 02:24    |  |
| 10.   | «Negative Space»     | 05:28    |  |
| 11.   | «--))--»             | 02:05    |  |
| 29:44 |                      |          |  |

El sencillo "--))--" es una pista oculta que está incluida en el álbum y que está incluida en todas sus ediciones.

## Personal
- Alex Edkins - vocal, guitarra
- Hayden Menzies - batería
- Chris Slorach - bajo

### Personal adicional
- Alex Bonenfant - mezcla
- John Edkins - diseño fotográfico
- Jeremy Jansen - fotografía
- Jeff Kleinsmith - diseño
- Ivy Lovell - fotografía
- Roger Seible - masterización
- Graham Walsh - mezcla